# Merouane Zerrouki
Merouane Zerrouki (Kouba, 25 gennaio 2001) è un calciatore algerino, attaccante del CR Belouizdad e della nazionale algerina.

## Carriera

### Club
Cresciuto nel settore giovanile del Paradou AC, debutta in prima squadra il 24 settembre 2019 in occasione del match di Ligue 1 vinto 1-0 contro l'ASO Chlef. Va a segno per la prima volta il 27 luglio 2021, realizzando una tripletta nell'incontro casalingo vinto 5-4 contro il MC Oran.

### Nazionale
Nel novembre 2021 viene convocato dal CT della nazionale algerina per disputare la Coppa araba FIFA 2021. Fa il suo esordio assoluto il 1º dicembre seguente rimpiazzando Yacine Brahimi all'86' del match vinto 4-0 contro il Sudan.

## Statistiche
Statistiche aggiornate al 10 dicembre 2021.

### Presenze e reti nei club
| Stagione        | Squadra         | Campionato      | Campionato | Campionato | Coppe nazionali | Coppe nazionali | Coppe nazionali | Coppe continentali | Coppe continentali | Coppe continentali | Altre coppe | Altre coppe | Altre coppe | Totale | Totale | Totale |
| Stagione        | Squadra         | Comp            | Pres       | Reti       | Comp            | Pres            | Reti            | Comp               | Pres               | Reti               | Comp        | Pres        | Reti        | Pres   | Reti   |        |
| --------------- | --------------- | --------------- | ---------- | ---------- | --------------- | --------------- | --------------- | ------------------ | ------------------ | ------------------ | ----------- | ----------- | ----------- | ------ | ------ | ------ |
| 2019-2020       | Paradou AC      | L1              | 3          | 0          | CA              | 1               | 0               | CCC                | 3                  | 0                  |             | -           | -           | 7      | 0      |        |
| 2020-2021       | Paradou AC      | L1              | 16         | 4          | CA              | 0               | 0               |                    | -                  | -                  |             | -           | -           | 16     | 4      |        |
| 2021-2022       | Paradou AC      | L1              | 4          | 0          | CA              | 0               | 0               |                    | -                  | -                  |             | -           | -           | 4      | 0      |        |
| Totale carriera | Totale carriera | Totale carriera | 23         | 4          |                 | 1               | 0               |                    | 3                  | 0                  |             | -           | -           | 27     | 4      |        |

### Cronologia presenze e reti in nazionale
| Cronologia completa delle presenze e delle reti in nazionale ― Algeria | Cronologia completa delle presenze e delle reti in nazionale ― Algeria | Cronologia completa delle presenze e delle reti in nazionale ― Algeria | Cronologia completa delle presenze e delle reti in nazionale ― Algeria | Cronologia completa delle presenze e delle reti in nazionale ― Algeria | Cronologia completa delle presenze e delle reti in nazionale ― Algeria | Cronologia completa delle presenze e delle reti in nazionale ― Algeria | Cronologia completa delle presenze e delle reti in nazionale ― Algeria |
| Data                                                                   | Città                                                                  | In casa                                                                | Risultato                                                              | Ospiti                                                                 | Competizione                                                           | Reti                                                                   | Note                                                                   |
| ---------------------------------------------------------------------- | ---------------------------------------------------------------------- | ---------------------------------------------------------------------- | ---------------------------------------------------------------------- | ---------------------------------------------------------------------- | ---------------------------------------------------------------------- | ---------------------------------------------------------------------- | ---------------------------------------------------------------------- |
| 1-12-2021                                                              | Ar Rayyan                                                              | Algeria                                                                | 4 – 0                                                                  | Sudan                                                                  | Coppa araba FIFA 2021 - 1º turno                                       | -                                                                      | 86’                                                                    |
| 12-12-2021                                                             | Doha                                                                   | Marocco                                                                | 2 – 2 dts (5 – 7 dtr)                                                  | Algeria                                                                | Coppa araba FIFA 2021 - Quarti di finale                               | -                                                                      | 46’                                                                    |
| Totale                                                                 |                                                                        | Presenze                                                               | 2                                                                      |                                                                        | Reti                                                                   | 0                                                                      |                                                                        |

## Palmarès

### Nazionale
- Coppa araba FIFA: 1

Qatar 2021